# This Is Me... Now
This Is Me... Now è il nono album in studio della cantante statunitense Jennifer Lopez, pubblicato il 16 febbraio 2024 dalle etichette Nuyorican Productions e BMG Rights Management.
Il progetto discografico è stato accompagnato dal film musicale distribuito in Italia su Prime Video e basato sulle musiche dell'album This Is Me... Now: A Love Story e il documentario di accompagnamento The Greatest Love Story Never Told.

## Antefatti
Successivamente alla pubblicazione dell'album A.K.A. del 2014, Lopez ha unicamente pubblicato singoli e collaborazioni, tra cui Ain't Your Mama (2016), Ni tú ni yo (2017) e Dinero con DJ Khaled e Cardi B (2018), dedicandosi alla carriera da attrice e produttrice esecutiva attraverso la sua casa di produzione Nuyorican Productions, tra cui in Ricomincio da me (2018) e Le ragazze di Wall Street - Business Is Business (2019). A metà del 2021, Lopez firma un accordo pluriennale con Netflix per produrre una serie di film e spettacoli televisivi. Nel 2022 Lopez co-produce e recita nel film Marry Me - Sposami con Maluma. I due artisti collaborano alla colonna sonora del film, collaborando nel brano Pa' ti/Lonely. Durante questo periodo, Lopez si è anche ricongiunta con l'ex fidanzato, l'attore Ben Affleck nell'aprile del 2022.
Dal 2022 Lopez ha disposto un budget di circa 20 milioni di dollari per il progetto concettuale in tre parti: l'album This Is Me... Now, il film musicale basato sulle musiche dell'album This Is Me... Now: A Love Story e il documentario di accompagnamento The Greatest Love Story Never Told. Dopo che uno dei finanziatori si è ritirato per divergenze sulle scelte progettuali, Lopez ha venduto i diritti del film ad Amazon Prime Video. Nel novembre 2022 la cantante ha annunciato le tracce che avrebbero fatto parte dell'album. Dopo aver annunciato il completamento dell'album nel giugno 2023, l'11 settembre 2023 è stato annunciato che  Nuyorican Production ha firmato un contratto con BMG Rights Management per la registrazione e pubblicazione dell'album.

## Descrizione e produzione
Lopez ha descritto l'album come un «viaggio emotivo, spirituale e psicologico che ha intrapreso negli ultimi due decenni». I testi dell'album trattano tematiche personali dell'artista, in particolare riguardo al rapporto con il compagno Ben Affleck.

## Accoglienza
| Recensione          | Giudizio |
| ------------------- | -------- |
| AllMusic            |          |
| The Arts Desk       |          |
| The Daily Telegraph |          |
| The Guardian        |          |
| The Independent     |          |
| Pitchfork           | 6/10     |
| Slant Magazine      |          |

This Is Me... Now ha ottenuto recensioni miste da parte della critica specializzata. Su Metacritic, sito che assegna un punteggio normalizzato su 100 in base a critiche selezionate, l'album ha ottenuto un punteggio medio di 59 basato su nove recensioni.
Secondo la scrittrice del The Independent Helen Brown, «per tutte le sue promesse di mostrarci la vera lei, è difficile vederla nella produzione elegante e sexy», anche se «emana la sicurezza di una donna che è sopravvissuta ai colpi più duri», con «una consistenza sognante dell'R&B vecchia scuola della Lopez». Thomas H. Green di The Arts Desk riporta che sebbene «i testi sono brillanti» e «l'artista riconosce le sue radici ispaniche», ci sono due problematiche nel progetto: «il tema monotematico, pur suonando genuino e terapeutico, inizia a stancare» e «la musica suona un po' passatista» con «scintillanti stilemi R&B del passato».

## Tracce
1. This Is Me… Now – 4:13 (Jennifer Lopez, Atia Boggs, Kimberly Krysiuk, Jeff Gitelman, Rogét Chahayed, Angel Lopez, Justin Timberlake, Timothy Mosley, Scott Storch)
2. To Be Yours – 3:18 (Jennifer Lopez, Jessica Agombar, James Lavigne, Andrew Wansel, Leon Russell, Bonnie Bramlett, Rogét Chahayed, Angel Lopez)
3. Mad in Love – 3:06 (Jennifer Lopez, Melissa Storwick, Carter Lang, David Sprecher, Samuel Wishkoski, James Lavigne, Andrew Wansel)
4. Can't Get Enough – 3:06 (Jennifer Lopez, Alton Ellis, Andrew Nealy, Angel Lopez, Atia Boggs, Rogét Chahayed, Dennis Coffey, Christopher Dotson, Jeff Gitelman, Chauncey Hollis Jr.)
5. Not. Going. Anywhere – 3:30 (Jennifer Lopez, Douglas Ford, Ryan Martinez, Angel Lopez, Jeff Gitelman, Atia Boggs, Rogét Chahayed)
6. Rebound – 3:02 (Jennifer Lopez, Jeff Gitelman, Atia Boggs, Jae Stephens, Angel Lopez, Rogét Chahayed)
7. Dear Ben, Pt. II – 3:39 (Jennifer Lopez, Rachel Keen, Bernard Harvey, Jeff Gitelman, Atia Boggs, Angel Lopez)
8. Hummingbird – 2:45 (Jennifer Lopez, Kurtis McKenzie, Wesley Singerman, Jeff Gitelman, Atia Boggs, Angel Lopez, Rogét Chahayed, Kimberly Krysiuk)
9. Hearts and Flowers – 4:10 (Jennifer Lopez, Alexa Boyd, Jeff Gitelman, Atia Boggs, Angel Lopez, Rogét Chahayed, Uforo Ebong, David Styles, Jason Phillips, Andre Deyo, Troy Oliver, Jean-Claude Olivier, Samuel Barnes, Jose Fernando Arbex Miro, Michael Oliviere, Lawrence Parker, Scott Sterling)
10. Broken Like Me – 3:16 (Jennifer Lopez, Jeff Gitelman, Atia Boggs, Angel Lopez, Rogét Chahayed, Michael Pollack, Federico Vindver, Douglas Ford)
11. This Time Around – 3:55 (Jennifer Lopez, Jeff Gitelman, Atia Boggs, Angel Lopez, Rogét Chahayed, Douglas Ford, Jason Desrouleaux, Brytavious Chambers, Federico Vindver)
12. Midnight Trip to Vegas – 3:11 (Jennifer Lopez, Madison Love, Tyler Williams, Christopher Isaak, Jason Desrouleaux, Jeff Gitelman, Atia Boggs, Angel Lopez, Rogét Chahayed, Douglas Ford, Brytavious Chambers)
13. Greatest Love Story Never Told – 3:07 (Jennifer Lopez, Jeff Gitelman, Atia Boggs, Angel Lopez, Rogét Chahayed, Kimberly Krysiuk)

Tracce bonus nell'edizione deluxe digitale
1. Rebound (feat. Anuel AA) – 3:19 (Jennifer Lopez, Jeff Gitelman, Atia Boggs, Jae Stephens, Angel Lopez, Rogét Chahayed)
2. Can't Get Enough (feat. Latto) – 3:27 (Jennifer Lopez, Alton Ellis, Andrew Nealy, Angel Lopez, Atia Boggs, Rogét Chahayed, Dennis Coffey, Christopher Dotson, Jeff Gitelman, Chauncey Hollis Jr., Alyssa Stephens)
3. Can't Get Enough (Bruno Martini Remix) – 2:49 (Jennifer Lopez, Alton Ellis, Andrew Nealy, Angel Lopez, Atia Boggs, Rogét Chahayed, Dennis Coffey, Christopher Dotson, Jeff Gitelman, Chauncey Hollis Jr.)

## Classifiche
| Classifica (2024) | Posizione massima |
| ----------------- | ----------------- |
| Australia         | 82                |
| Austria           | 6                 |
| Belgio (Fiandre)  | 6                 |
| Belgio (Vallonia) | 16                |
| Canada            | 77                |
| Francia           | 38                |
| Germania          | 8                 |
| Italia            | 37                |
| Polonia           | 27                |
| Regno Unito       | 55                |
| Spagna            | 20                |
| Stati Uniti       | 38                |
| Svizzera          | 17                |